# Санта Вениша (Калифорнија)
Санта Вениша (енгл. Santa Venetia) насељено је место без административног статуса у америчкој савезној држави Калифорнија.

## Демографија
По попису из 2010. године број становника је 4.292, што је 6 (-0,1%) становника мање него 2000. године.
| Група             | 2000.         | 2010.         |
| Белци             | 3.256 (75,8%) | 2.941 (68,5%) |
| Афроамериканци    | 93 (2,2%)     | 88 (2,1%)     |
| Азијати           | 257 (6,0%)    | 306 (7,1%)    |
| Хиспаноамериканци | 518 (12,1%)   | 815 (19,0%)   |
| Укупно            | 4.298         | 4.292         |